# شهرستان مدیسون (کارولینای شمالی)
شهرستان مدیسون، کارولینای شمالی (به انگلیسی: Madison County, North Carolina) یک سکونتگاه مسکونی در ایالات متحده آمریکا است که در کارولینای شمالی واقع شده‌است.

## خصوصیات
شهرستان مدیسون ۱٬۱۷۰٫۶۸ کیلومترمربع مساحت دارد.